# 克莱·萧尔
克莱·拉维恩·萧尔（英語：Clay LaVerne Shaw，1913年3月17日—1974年8月15日）为美国路易斯安那州新奥尔良的一位商人。他是唯一一个被起诉与肯尼迪遇刺有关，但被无罪释放的人。

## 生平
克莱·萧尔出生于路易斯安那州的肯特伍德，五岁时，举家搬迁至新奥尔良，后就读于沃伦·伊斯顿高中。
二战期间，他曾在美军中担任参谋部秘书，后前往欧洲服役。他共获得三个国家的勋章，分别为美国功绩勋章及銅星勳章、法国的英勇十字勳章与國家功績勳章、比利时的王室骑士勋章。1946年，萧尔以美国陆军少校身份退役。
战争结束后萧尔在新奥尔良协助建立了国际贸易市场。此外，他还以致力于保护有悠久历史的法国区建筑而知名。
萧尔亦是一位剧作家，还曾与中学同学一起写作。
肯尼迪遇刺后，吉姆·加里森起诉克莱·萧尔及其他活动家参与了中情局对肯尼迪的谋杀。并于1967年3月1日将其逮捕。
1969年3月1日，在陪审团审议不到一小时之后，萧尔被证无罪。尽管无罪释放，但其名誉及公众形象却再也没有完全恢复。
1974年8月15日（61歲）中午12:40左右，萧尔因肺癌扩散在其住所去世，埋葬于肯特伍德的林地公墓。
在其离世之时，他正参与一项针对加里森的诉讼，去世后，因其没有在世的亲属，1978年，美国最高法院驳回此案。

## 延伸阅读
- Brener, Milton. . New York: C. N. Potter. 1969.[缺少ISBN]
- Garrison, Jim. . Putnam Publishing Group. 1970. ISBN 0-399-10398-8.
- Garrison, Jim. . New York: Sheridan Square Press. 1988. ISBN 0-446-36277-8.
- Holland, Max. . Studies in Intelligence. 2001, 11 (Fall-Winter).
- Kirkwood, James. . New York: HarperPerennial. 1992. ISBN 0-06-097523-7.
- Lambert, Patricia. . New York: M. Evans. 2000. ISBN 0-87131-920-9.
- Summers, Anthony. . New York: Marlowe & Company. 1998. ISBN 1-56924-739-0.
- Weisberg, Harold. . New York: Canyon Books. 1967.[缺少ISBN]